# Джебла
Дже́бла (на арабски: جبلة) е град в западната част на Сирия, разположен в мухафаза Латакия. Към 2009 година населението на града е 75 944 души.